# Else Luthmer
Else Luthmer (* 23. Mai 1880 in Frankfurt am Main; † 12. Juni 1961 in Lindenfels ⟨Odenwald⟩) war eine deutsche Malerin.

## Leben

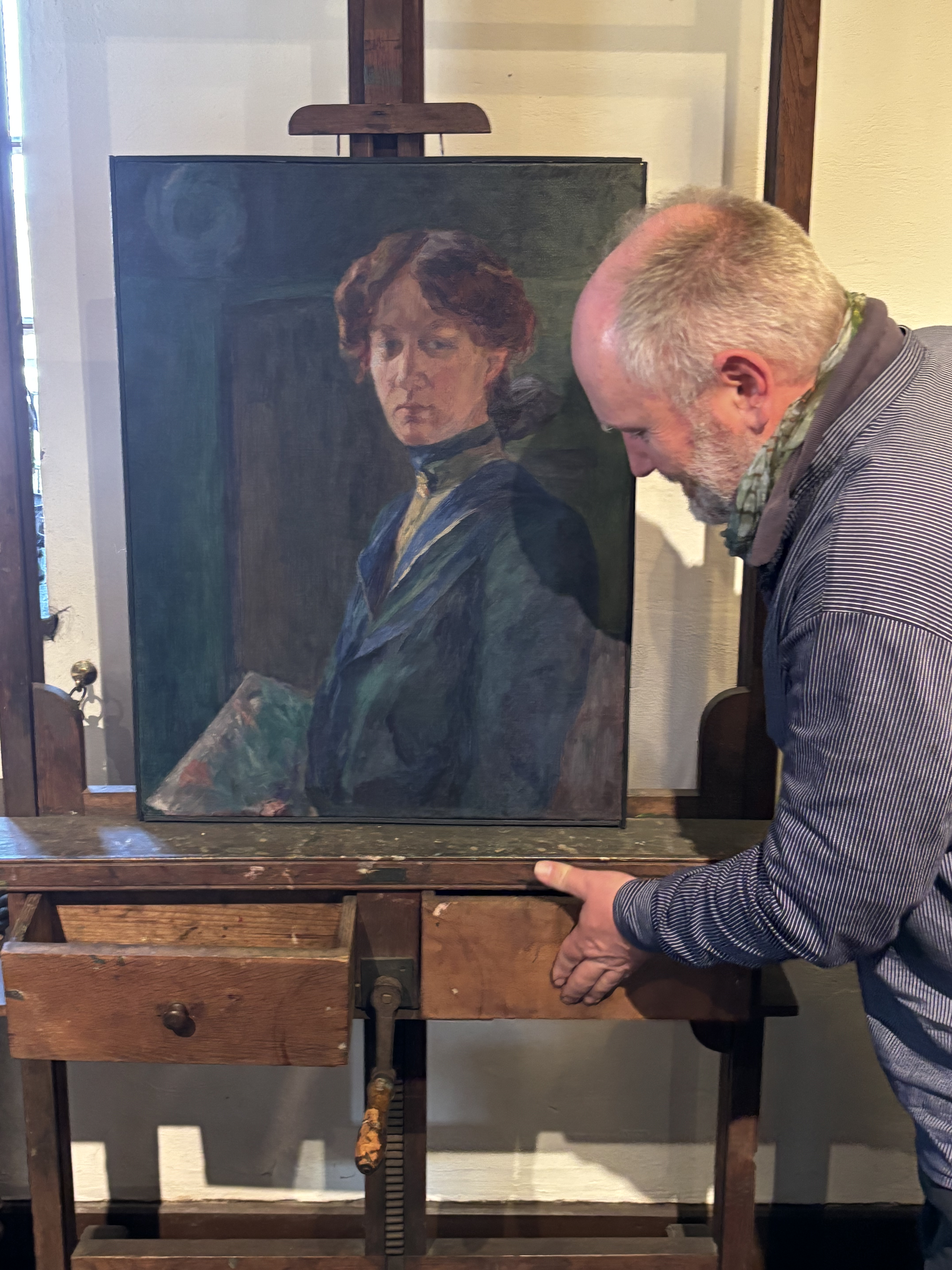
Auf der Staffelei: Selbstporträt (Jugendbild) von Else Luthmer von 1903 im Museum Lindenfels

Else Luthmer wurde in Frankfurt am Main als zweite Tochter von Clara (Clara Mathilde Henriette Sofie) Plessner (1853–1910) und Ferdinand (Ferdinand Karl Heinrich) Luthmer (1842–1921) geboren. Ihre ältere Schwester, Claire Mehs, geb. Luthmer, (1875–1962) war Kunsthistorikerin. Ihr Vater war Architekt, Baurat, Burgenforscher und Kunstpädagoge. Else Luthmer war von 1907 bis 1924 verheiratet mit dem Juristen und späteren Amtsrichter und Heimatforscher in Hochheim Ernst Otto Schwabe (1875–1943). Als Malerin behielt sie auch in dieser Zeit ihren Mädchennamen bei. Aus der Ehe gingen zwei Söhne hervor, der Baurat Amtor Schwabe (1907–1988) und der der SPD-Politiker Wolfgang Schwabe (1910–12.10.1978). Amtor Schwabe hat zwei Kinder: Jürgen und Annelotte. Wolfgang Schwabe hat einen Sohn: Thomas.

## Werdegang

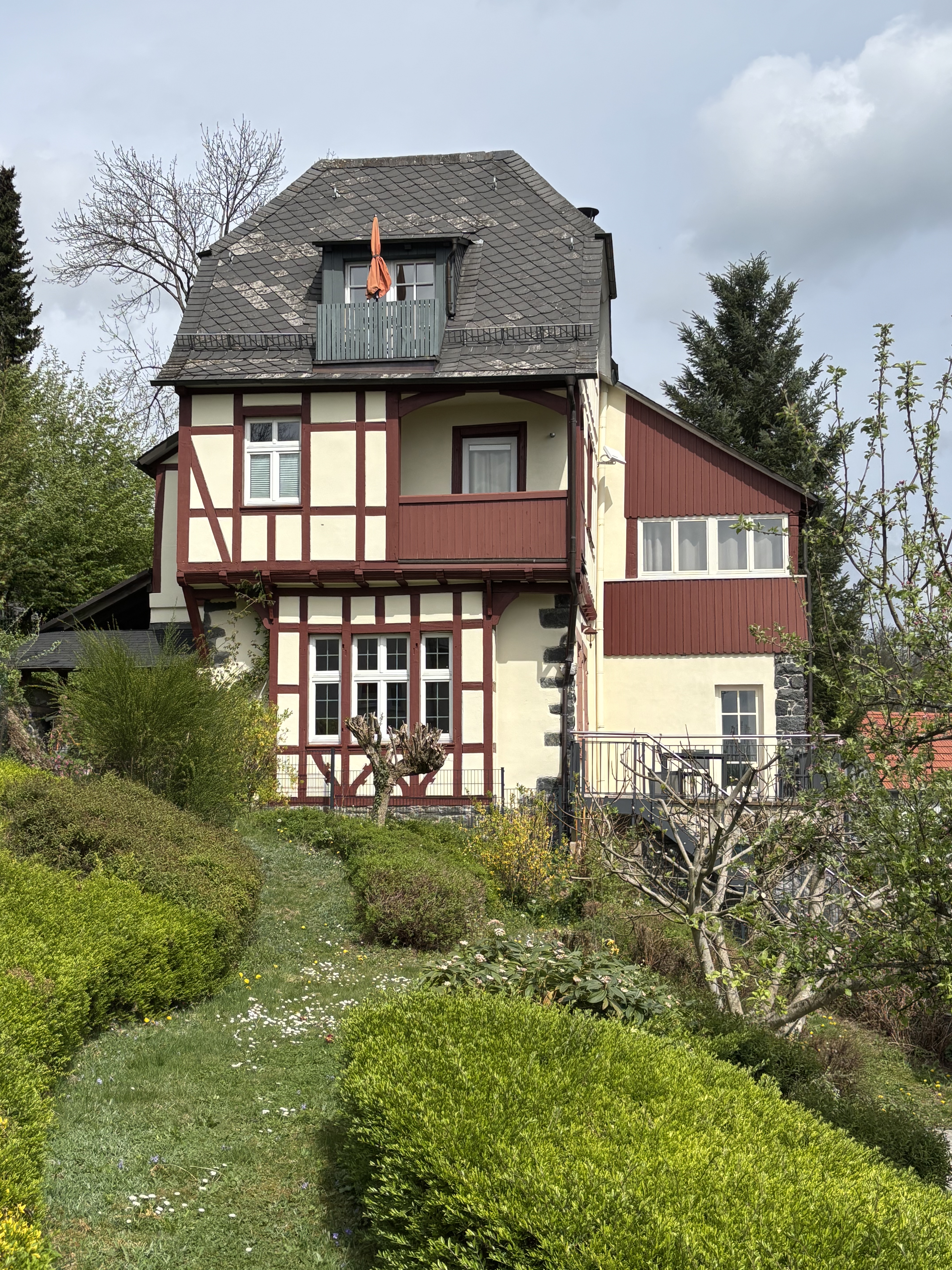
Seit 1940 bis zu ihrem Tod 1961 lebte Else Luthmer in der Villa Luthmer in Lindenfels.

Zunächst war Else Luthmer Schülerin ihres Vaters Ferdinand Luthmer sowie von Heinz Wetzel (1882–1945) an der Frankfurter Kunstgewerbeschule, die ihr Vater 1879 gegründet hatte. 1896–1899 erhielt sie am Städelschen Kunstinstitut (kurz:  Städelschule) in Frankfurt Unterricht in dem privat geführten Städelatelier durch den von ihr sehr verehrten Maler Wilhelm Trübner (1851–1917). Ab 1899 studierte sie in Paris, 1901–1902 an der privaten Kunstakademie, der Académie Julian bei Tony Robert-Fleury (1837–1911) und Jules-Joseph Lefebvre (1834–1912). Dort war ihr der rein zeichnerische Unterricht zu akademisch. Deshalb wechselte sie 1902 an eine andere, privat geführte Akademie zu dem französischen Maler und Lithografen Eugène Carrière (1849–1906). Während dieser Zeit unternahm sie regelmäßig Studienreisen nach Belgien, Berlin, Holland, Italien und Südfrankreich.
Ab 1904 nahm sie regelmäßig an Ausstellungen in Deutschland teil. 1909 stellte sie im Salon des Indépendants aus. Seit 1940 wohnte sie dauerhaft im Odenwald-Ort Lindenfels. Ihre Eltern hatten dort 1902 am Schlossberg eine Villa erbaut, die sie als Sommerhaus nutzten. Vom 10. Oktober bis 7. November 2010 findet im Museum Lindenfels eine Sonderausstellung: Odenwald-Malerin Else Luthmer statt.
Neben ihrer Malerei engagierte sich Else Luthmer für eine Verbesserung der Ausbildungs- und Arbeitsbedingungen von Künstlerinnen. Außerdem war sie Redakteurin und Illustratorin für verschiedene Frankfurter Zeitungen und Zeitschriften.

## Künstlerische Bedeutung

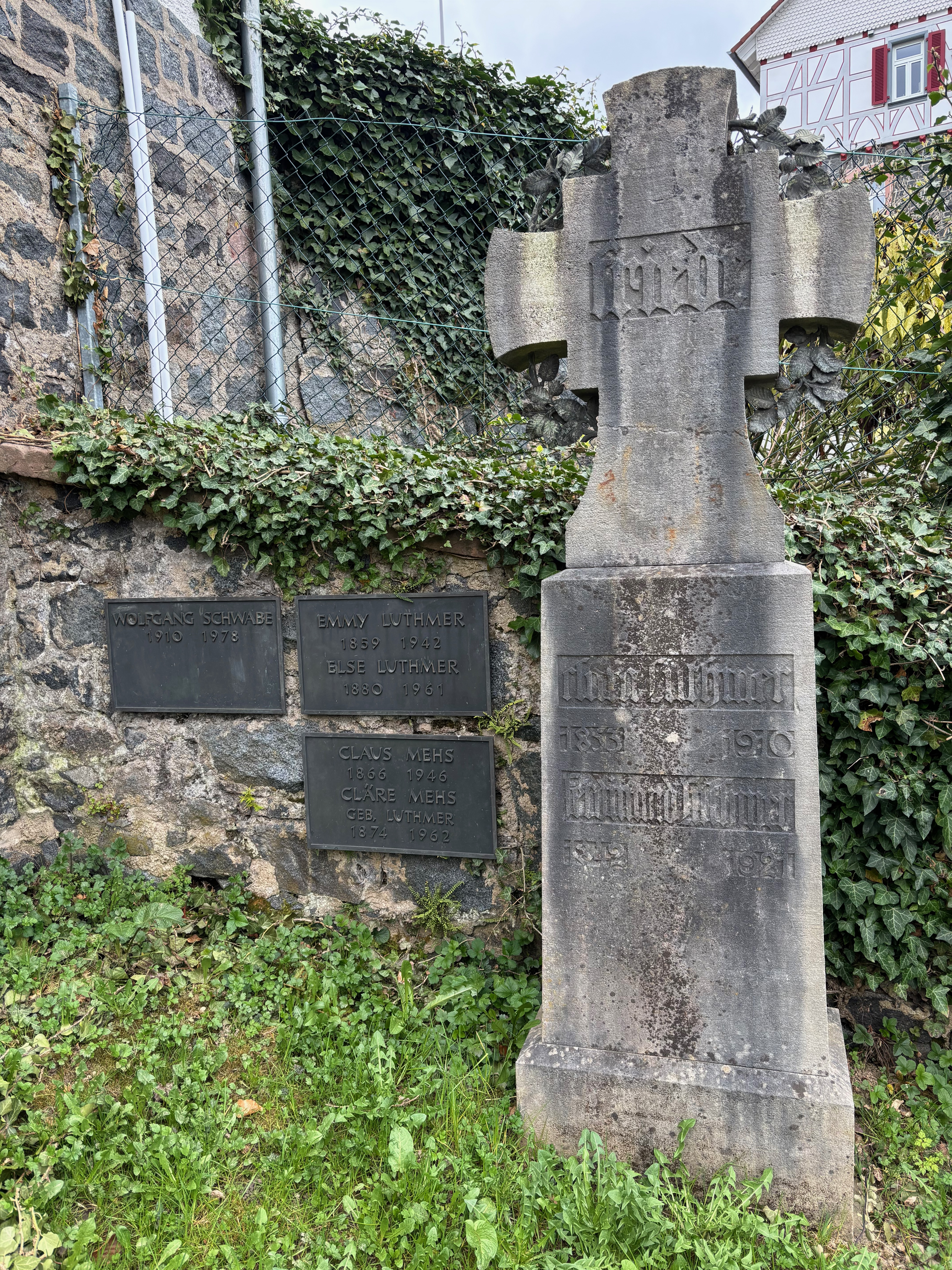
Friedhof in Lindenfels. Grabplatten und Grabstein von W. Schwabe (Else Luthmers Sohn) und der Familie Luthmer.

Schwerpunkt der Arbeiten von Else Luthmer waren Blumen, Pflanzen, Stillleben, Landschaften und vor allem Landschaften aus dem Odenwald. Luthmers Arbeiten zeichnen sich durch eine frische und schwungvolle Darstellung von Landschaften aus. Ihre Gemälde, oft in lichter Farbigkeit gehalten, vermitteln eine klare und lebhafte Naturfreude. Besonders ihre Winterlandschaften und südliche Landschaften zeigen einen regen Geist und ein temperamentvolles Wesen.